# Cartoon Network Speedway
Cartoon Network Speedway est un jeu vidéo de course développé par DC Studios et édité par Majesco Sales, sorti en 2003 sur Game Boy Advance.

## Système de jeu
Le jeu permet d'incarner douze pilotes :
- Cléo (Cléo et Chico)
- Chico (Cléo et Chico)
- Le Rouge (Cléo et Chico)
- Super-Génisse (Cléo et Chico)
- Courage (Courage, le chien froussard)
- Murielle (Courage, le chien froussard)
- Ed, Edd et Eddy (Ed, Edd et Eddy)
- Johnny 2x4 (Ed, Edd et Eddy)
- Johnny Bravo (Johnny Bravo)
- Petite Suzy (Johnny Bravo)
- Moumoute (Moumoute, un mouton dans la ville)
- Swanky (Moumoute, un mouton dans la ville)

## Accueil
- IGN : 3/10[1]